# Эриокаулоновые
Эриокаулоновые, или Шерстестебельниковые (лат. Eriocaulaceae) — семейство однодольных цветковых растений порядка Злакоцветные. Семейство довольно обширное, содержит 10 родов с 1150—1200 видами.

## Ареал
Представители семейства широко распространены, но наибольшего разнообразия эриокаулоновые достигают в тропиках, в частности, в Северной и Южной Америке. Очень немногие виды приспособились к обитанию в регионах с умеренным климатом, например, в США распространены лишь 16 видов (в основном в южных штатах от Калифорнии до Флориды), 2 вида — в Канаде и только один вид — в Европе (Eriocaulon aquaticum).

## Условия произрастания
Эриокаулоновые обычно приурочены к местообитаниям с влажной почвой, многие обитают на мелководье.

## Описание

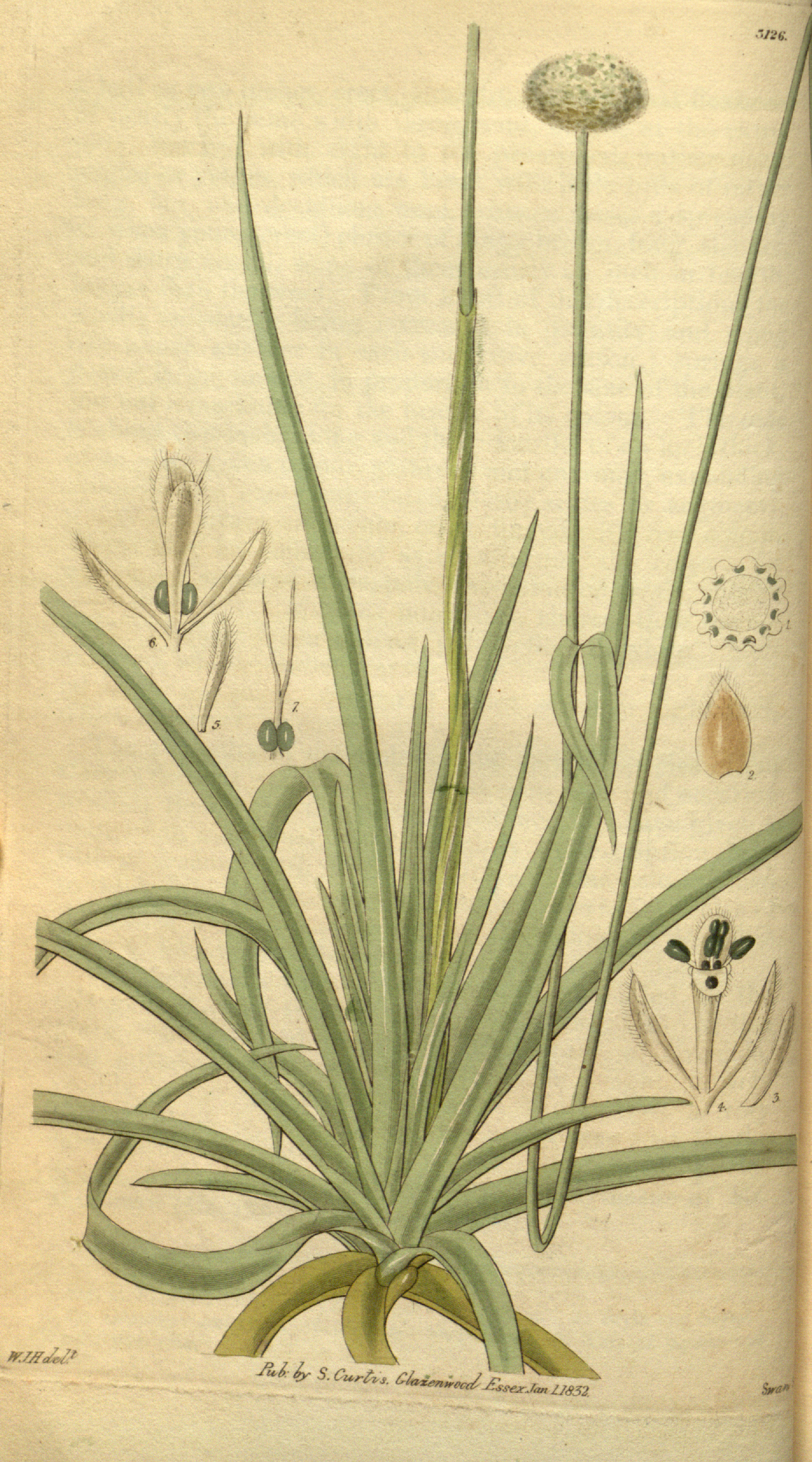
Eriocaulon decangulare

Представители семейства — в основном многолетние травы, иногда встречаются однолетние виды. Они напоминают растения родственных семейств осоковые (Cyperaceae) и ситниковые (Juncaceae) и, подобно им, имеют довольно небольшие ветроопыляемые цветки, собранные в головчатые соцветия.

## Таксономия
В семействе эриокаулоновые выделяют следующие роды:
- Actinocephalus (Körn.) Sano
- Blastocaulon Ruhland — Бластокаулон
- Eriocaulon L. — Эриокаулон, или Шерстестебельник
- Lachnocaulon Kunth
- Leiothrix Ruhland — Лейотрикс
- Mesanthemum Körn. — Мезантемум
- Paepalanthus Mart. — Пепалантус
- Philodice Mart. — Филодица
- Rondonanthus Herzog
- Syngonanthus Ruhland — Сингонантус
- Tonina Aubl. — Тонина